# Broad church
Cet article possède un paronyme, voir Broadchurch.

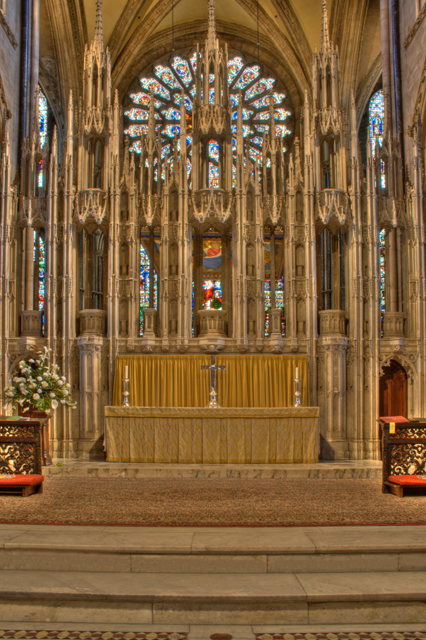
L'autel de la cathédrale de Durham, cathédrale de culte anglican.

La broad church (« Église large » en français) est un terme anglophone qui désigne la tradition latitudinarienne au sein de l'Église d'Angleterre en particulier, et de l'anglicanisme en général. « Latitude » est à prendre ici dans le sens de « liberté » ; les latitudinariens ou latitude men sont ceux qui, dès le XVIIe siècle, ont défendu la liberté dogmatique à l'intérieur de l'anglicanisme, s'opposant ainsi tant au catholicisme qu'au calvinisme dont les dogmatiques sont très précises et détaillées. En Angleterre (mais non aux États-Unis), l'expression broad church a aujourd'hui acquis une connotation de libéralisme théologique. En anglais, le terme est également souvent utilisé pour caractériser toute organisation, par exemple politique, qui englobe un large éventail d'opinions.

## Origine et première utilisation de l'expression
Après les termes de Haute Église et Basse Église caractérisant d'une part la tendance vers le ritualisme et l'anglo-catholicisme, et d'autre part la tendance vers le calvinisme et l'évangélisme, le terme de « broad » (« large ») fut introduit pour désigner les anglicans souhaitant tolérer et inclure dans l'anglicanisme une importante diversité de vues théologiques et ecclésiales. L'expression « broad church », semble-t-il due à A. H. Clough, était largement répandue à la fin du 19e siècle pour désigner les Anglicans opposés à des dogmes précis en théologie et cherchant à interpréter les formulations anglicanes dans un sens large et libéral. Parmi eux, les contributeurs à des Essais et Critiques, paru en 1860, et A. P. Stanley. Les paroisses associées à cette tradition incluent logiquement un mélange de haute et basse Églises, ce qui reflète le plus souvent les préférences liturgiques et doctrinales éclectiques des ecclésiastiques comme des laïcs, l'accent étant mis sur la liberté de choix accordée à chaque paroissien.

## Évolution de l'usage ecclésial

### Au Royaume-Uni
Broad church est maintenant de plus en plus utilisé en référence au libéralisme dans l'Église d'Angleterre. Par exemple, Rowan Williams, l'ancien archevêque de Canterbury, dans son « texte de réflexion » Le défi et l'espoir d'être anglican aujourd'hui, un essai paru en 2006, décrit ainsi les trois « composantes de notre patrimoine » : le « protestantisme évangélique strict », le « catholicisme romain » et le « libéralisme religieux », admettant que « chacun d'entre eux a sa place dans la vie de l’église ». Cela correspond aux trois traditions de l'Église d'Angleterre : low church, high church et broad church. Parmi ceux qui sont modérés (middle of the road) en termes de préférences liturgiques, le terme « broad » est à présent généralement employé pour décrire ceux qui inclinent vers le protestantisme libéral, tandis que le terme « central » décrit ceux qui ont des idées conservatrices sur le plan théologique. « Broad church » inclut en général ceux qui sont aussi culturellement conservateurs, et favorables à une Église anglicane inclusive, y compris les anglicans évangéliques, les « centristes », les « libéraux » ou « progressistes », les « high church » et les « anglo-catholiques », mais en excluant les fondamentalistes à un extrême et les papistes à l'autre extrême. 

### Aux États-Unis
Dans l'Église épiscopalienne des États-Unis, le terme « broad church » n'a pas acquis la même connotation : il désigne tous ceux dont la pratique liturgique n'est ni Haute Église ni Basse Église et qui peuvent donc, du point de vue théologique, être soit conservateurs (« central churchmanship » dans l'Église d'Angleterre) soit libéraux (« broad church » ou « liberal » dans l'Église d'Angleterre).

## Utilisations non religieuses de l'expression
Le terme de « broad church » est parfois utilisé pour parler de partis politiques qui cumulent en leur sein de nombreuses opinions parfois contradictoires, comme ce fut notamment le cas du Parti travailliste,,,.
Autre exemple, le professeur d'études des sciences et  technologies à l'université d'Édimbourg Robin A. Williams, chercheur interdisciplinaire dans le domaine des sciences et de la technologie, a publié avec son collègue David Edge un article mondialement reconnu sur le broad church du modèle social de la technologie.